# Klockfåglar
Klockfåglar (Oreoicidae) är en liten familj av ordningen tättingar. Familjen består av endast tre arter i tre släkten med utbredning på Nya Guinea och i Australien:
- Tofsklockfågel (Oreoica gutturalis)
- Rostklockfågel (Ornorectes cristatus)
- Rödnackad klockfågel (Aleadryas rufinucha)